# Station Herentals-Kanaal
Station Herentals-Kanaal is een voormalige spoorweghalte langs spoorlijn 15 in de stad Herentals. Het werd tien jaar na de sluiting vervangen door een nieuwe halte aan de overkant van het Albertkanaal: Station Wolfstee.

## Reizigerstellingen
De grafiek en tabel geven het gemiddeld aantal instappende reizigers weer op een week-, zater- en zondag.
| Tabel: aantal instappende reizigers station Herentals-Kanaal | Tabel: aantal instappende reizigers station Herentals-Kanaal | Tabel: aantal instappende reizigers station Herentals-Kanaal | Tabel: aantal instappende reizigers station Herentals-Kanaal |
|                                                              | Weekdag                                                      | Zaterdag                                                     | Zondag                                                       |
| ------------------------------------------------------------ | ------------------------------------------------------------ | ------------------------------------------------------------ | ------------------------------------------------------------ |
| 1977                                                         | 37                                                           | -                                                            | -                                                            |
| 1978                                                         | 42                                                           | -                                                            | -                                                            |
| 1979                                                         | 51                                                           | -                                                            | -                                                            |
| 1980                                                         | 50                                                           | -                                                            | -                                                            |
| 1981                                                         | 63                                                           | -                                                            | -                                                            |
| 1982                                                         | 58                                                           | -                                                            | -                                                            |
| 1983                                                         | 71                                                           | -                                                            | -                                                            |
| 1984                                                         | 52                                                           | -                                                            | -                                                            |
| 1985                                                         | 45                                                           | -                                                            | -                                                            |
| 1986                                                         | 42                                                           | -                                                            | -                                                            |
| 1987                                                         | 40                                                           | -                                                            | -                                                            |
| 1988                                                         | 27                                                           | -                                                            | -                                                            |
| 1989                                                         | 22                                                           | -                                                            | -                                                            |
| 1990                                                         | 22                                                           | -                                                            | -                                                            |
| 1991                                                         | 29                                                           | -                                                            | -                                                            |
| 1992                                                         | 15                                                           | -                                                            | -                                                            |

1,3: Krijgsbaan ·
2,8: Liersebaan ·
3,9: Boechout ·
4,9: Vos ·
6,4: Boshoek ·
9,3: Lier ·
11,1: Lisp ·
12,8: Kessel ·
16,3: Nijlen ·
21,9: Bouwel ·
24,1: Wolfstee ·
26,4: Herentals-Kanaal ·
28,0: Herentals ·
34,0: Olen ·
37,1: Larum ·
40,1: Geel ·
46,5: Millegem ·
49,3: Mol ·
54,0: Balen ·
Ingene-Immer ·
62,8: Leopoldsburg ·
Beverlo ·
68,0: Beringen-Mijn ·
71,2: Beringen ·
74,6: Heusden ·
78,0: Zolder ·
80,2: Houthalen ·
83,3: Kolveren ·
84,9: Zonhoven ·
86,6: Zonhoven-Badplaats